# Rosa Alarco Larrabure
Rosa Alarco Larrabure (Lima, 3 de noviembre-Lima, 19 de enero de 1980) fue una de las primeras musicólogas peruanas. Es reconocida por la creación del coro de la Universidad Nacional Mayor de San Marcos en 1954 y de otros coros juveniles. Recibió el Premio Casa de las Américas de 1979 y es una de las primeras representantes femeninas en la dirección de coros musicales del Perú.

## Biografía
Nació en la ciudad de Lima el 3 de noviembre de 1911 en el seno de una de las familias peruanas más acomodadas. Fue hija de Don Gerardo Alarco Calderón y Doña Rosa Larrabure y Correa. Desde niña tuvo el gusto por el folklore y la música tradicional peruana, dejando de lado otras actividades usuales para su edad. A los 15 años, tuvo su primera guitarra tras una larga resistencia familiar, ya que este instrumento y sus intérpretes estaban desacreditados socialmente: era sinónimo de bohemia.
Estudió en el Conservatorio Nacional de Música en Perú, donde tuvo como profesores a Andrés Sás y Rodolfo Holzmann. Luego, tuvo la oportunidad de perfeccionar sus estudios en los Conservatorios de Chile (1950), Real Conservatorio de Música de Madrid y Francia (1958). En estos centros educativos, recibió influencia de destacados maestros como María Urreta, Clayton Krehbel, Fernando García y Axel Hesse.
Falleció el 19 de enero de 1980  siendo sus restos velados en la Casona de San Marcos. Según cuenta su amigo Hildebrando Pérez, junto a los comuneros de San Pedro de Casta que habían venido a Lima, llevaron el cuerpo de Rosa a la comunidad, donde la velaron cantando y bailando hualinas. El poeta Nicolás Guillén recuerda que Rosa fue enterrada en el cementerio de la comunidad envuelta con una bandera roja.

## Trayectoria
Fue reconocida por la comunidad peruana como especialista en folklore andino, compositora y arreglista, así como pionera en la creación de coros juveniles.
En 1954 contribuyó en el proceso de la creación del Coro de estudiantes de la Universidad Nacional Mayor de San Marcos y con el apoyo del Centro Federado de dicha casa de estudios se fundó en 1961. Su compromiso y persistencia con este Coro la llevaron asumir su dirección desde 1954 hasta 1976.
En 1958, fue delegada del Perú ante el Consejo Internacional de Música de la UNESCO. Más adelante, fue consejera y representante ante la Confederación de Coros de América desde 1963 hasta 1972.
En 1960, publicó su primer álbum de música coral titulado: "Canciones y cánones".
En 1967, obtuvo el premio "Ministerio de Educación de Chile" con el Coro de la Universidad de San Marcos al participar el "Primer Festival Latinoamericano de la Canción Universitaria" que se realizó en la ciudad de Santiago de Chile.
En 1974 formó parte de los miembros fundadores del Centro de Documentación Defensa y Apoyo al Folklore Peruano.
En 1979, con la publicación de Biografía y obra de Alfonso de Silva obtuvo el Premio Casa de las Américas en La Habana, Cuba.
Realizó importantes investigaciones etnomusicales en la comunidad San Pedro de Casta. En esta, recogió grabaciones e información diversa acerca de la Fiesta del Agua, una de las principales celebraciones del lugar. El material que recopiló se encuentra en el Instituto de Etnomusicología-PUCP. Desarrolló un vínculo cercano con la comunidad, tal es así que, a pedido suyo, fue enterrada en San Pedro de Casta.
Alicia Maguiña menciona en sus memorias que Rosa Alarco también contribuyó en el conocimiento y enseñanza formal de la marinera limeña, siendo ambas equiparadas como expertas por la comunidad de conocedores limeños.
Además de su pasión por la música, Rosa Alarco asumió un compromiso social. Es resaltante su abnegada lucha por los derechos humanos desde diversos organismos. En la década de 1960, trabajó activamente en la conformación del Comité de Defensa de los Derechos Humanos (CODDEH). En 1973, se unió al Movimiento Latinoamericano para la Defensa de los Derechos Humanos (MOLADDEH). A partir de 1979, participó en la Asamblea Permanente de Defensa de los Derechos Humanos-Perú. Asimismo, contribuyó a la defensa de presos políticos en el campo popular. También fue una de las fundadoras de la Unidad Democrática Popular, que surgió en un empeño de lograr la unidad de las fuerzas revolucionarias a raíz del Paro Nacional de 1977. Llegó a asumir el cargo de Secretaria de Cultura en esta coalición.

## Publicaciones
- «Los negritos de Huánuco» (en Revista de San Marcos, No. 13, oct.- dic. 1975).[20]
- Alfonso de Silva. (La Habana: Casa de las Américas, 1981).
- Los seres ardientes. (Lima: Ediciones del Instituto Cultural Rosa Alarco, 1980).
- Canciones sobre temas peruanos. (Lima: UNMSM, 1971).[1]

Radio Filarmonía destaca en sus publicaciones:

"Su obra de compositora tiene dos aspectos: los trabajos propios y aquellos que hizo sobre temas populares. De los primeros podemos mencionar “El Molino”, para coro de voces femeninas; “Trío”, para clarinete, viola y violoncello; “Ronda y Fin de los Duendes”, lied. Entre los segundos destacan: “Canciones Infantiles”; “Amor Ladrón” (Triste con fuga de Tondero); “Lámpara Maravillosa” y “La Jarra de Oro” (Marineras): “Chongoyopana” (Triste y Huayno); “Lo Cuatro So” (Afro-peruano) y varios otros, para coro mixto; “Estudio sobre Ritmos de Marinera”, para piano". (Filarmonía, 2021).

## Docencia
En 1946, Rosa se tituló como profesora de música y cantos escolares. Fue docente en la enseñanza del canto coral en los diferentes coros que dirigió. Fundó los coros de dos colegios emblemáticos en Lima: Colegio Nacional de Mujeres Rosa de Santa María ubicado en el distrito de Breña y Mercedes Cabello ubicado en el distrito del Rímac.

"Me entusiasmó la idea. Siempre había soñado con dirigir un coro mixto a capella y trabajar con un equipo que deseara proyectarse a los más amplios sectores populares manteniendo, dentro de un alto nivel artístico, su gran vigor espiritual". (Alarco, 1971)

## Premios y reconocimientos
En 2022 recibió un reconocimiento póstumo por parte del Ministerio de la Mujer y Poblaciones Vulnerables (MIMP) del Estado Peruano, el cual, mediante un decreto en ocasión del 8 de marzo, otorgó la condecoración “Orden al Mérito de la Mujer” a Rosa Alarco y otras 24 mujeres peruanas, siendo destacadas por su tarea en la defensa de los derechos y por promover la igualdad de género. En particular, Alarco fue reconocida por "su contribución al desarrollo de la cultura peruana desde el campo de la música y la eliminación de barreras para la igualdad de género".
El 22 de noviembre del 2011 se le rindió homenaje en el centenario de su nacimiento. Fue organizado por el Ministerio de Cultura del Perú y se contó con la participación del Coro Nacional, Coro Canticum Novum, Coro de Cámara de la Policía Nacional del Perú, Coro Madrigalista de la Pontificia Universidad Católica del Perú y el Coro de la Asociación Rosa Alarco.
En 1979, obtuvo el Premio de Casa de las Américas por su obra Alfonso de Silva.
Ha sido reconocida como profesora honoraria por el Conservatorio Nacional de Música de Perú.